# The Hollies-diszkográfia
A The Hollies diszkográfiája jelenleg 21 stúdióalbumot, 22 válogatásalbumot, 2 tribute albumot, 7 középlemezt és 67 kislemezt számlál.
Az együttes első kislemeze 1963. május 17-én jelent meg. Azóta az együttes az alábbi helyezéseket érte el:
- 30 kislemez az UK Singles Chart listán
- 21 kislemez a Billboard Hot 100 listán
- 21 kislemez az RPM listán
- 25 kislemez a German Singles Chart listán
- továbbá 11 kislemez szerepel a VG-listán.

## Albumok
| Album                                | Albumok adatai | Legjobb slágerlistás helyezés | Legjobb slágerlistás helyezés | Legjobb slágerlistás helyezés | Legjobb slágerlistás helyezés | Legjobb slágerlistás helyezés | Legjobb slágerlistás helyezés |
| Album                                | Albumok adatai | UK                            | AUS                           | CA                            | NZ                            | NO                            | US                            |
| ------------------------------------ | --- | ----------------------------- | ----------------------------- | ----------------------------- | ----------------------------- | ----------------------------- | ----------------------------- |
| Stay with The Hollies                | - Megjelent: 1964 - Ország: UK - Kiadó: Parlophone (PMC 1220 / PCS 3054) - Formátum: mono/stereo LP - Amerikai kiadás: Here I Go Again               | 2                             | —                             | —                             | —                             | —                             | —                             |
| In The Hollies Style                 | - Megjelent: 1964 - Ország: UK - Kiadó: Parlophone (PMC 1235) - Formátum: mono LP                                                                    | —                             | —                             | —                             | —                             | —                             | —                             |
| Hollies                              | - Megjelent: 1965 - Ország: UK - Kiadó: Parlophone (PMC 1261) - Formátum: mono LP - Amerikai kiadás: Hear! Here!                                     | 8                             | —                             | —                             | —                             | —                             | 145                           |
| Would You Believe?                   | - Megjelent: 1966 - Ország: UK - Kiadó: Parlophone (PMC/PCS 7008) - Formátum: mono/stereo LP - Amerikai kiadás: Beat Group!                          | 16                            | —                             | —                             | —                             | —                             | —                             |
| Bus Stop                             | - Megjelent: 1966 - Ország: US - Kiadó: Imperial (LP 9330/123300) - Formátum: mono/stereo LP                                                         | —                             | —                             | —                             | —                             | —                             | 75                            |
| For Certain Because                  | - Megjelent: 1966 - Ország: UK - Kiadó: Parlophone (PMC/PCS 7011) - Formátum: mono/stereo LP - Amerikai/kanadai kiadás: Stop! Stop! Stop!            | 23                            | —                             | —                             | —                             | 4                             | 91                            |
| Evolution                            | - Megjelent: 1967 - Ország: UK/US - Kiadó: Parlophone (PMC/PCS 7022) - Formátum: mono/stereo LP                                                      | 13                            | —                             | —                             | —                             | 3                             | 43                            |
| Butterfly                            | - Megjelent: 1967 - Ország: UK - Kiadó: Parlophone (PMC/PCS 7039) - Formátum: mono/stereo LP - Amerikai kiadás: Dear Eloise / King Midas in Reverse  | —                             | —                             | —                             | —                             | —                             | —                             |
| Hollies Sing Dylan                   | - Megjelent: 1969 - Ország: UK - Kiadó: Parlophone (PMC/PCS 7078) - Formátum: mono/stereo LP - Amerikai/kanadai kiadás: Words and Music by Bob Dylan | 3                             | —                             | —                             | —                             | —                             | —                             |
| Hollies Sing Hollies                 | - Megjelent: 1969 - Ország: UK - Kiadó: Parlophone (PCS 7092) - Formátum: stereo LP - Amerikai/kanadai kiadás: He Ain't Heavy, He's My Brother       | —                             | 20                            | 38                            | —                             | —                             | 32                            |
| Confessions of the Mind              | - Megjelent: 1970 - Ország: UK - Kiadó: Parlophone (PCS 7116) - Formátum: stereo LP - Amerikai/kanadai kiadás: Moving Finger                         | 30                            | 8                             | —                             | —                             | —                             | 183                           |
| Distant Light                        | - Megjelent: 1971 - Ország: UK - Kiadó: Parlophone (PAS 10005) - Formátum: stereo LP                                                                 | —                             | 28                            | 17                            | —                             | 28                            | 21                            |
| Romany                               | - Megjelent: 1972 - Ország: UK - Kiadó: Polydor (2383 144) - Formátum: stereo LP                                                                     | —                             | 57                            | 29                            | —                             | —                             | 84                            |
| Out on the Road                      | - Megjelent: 1973 - Ország: Németország - Kiadó: Hansa (87119IT) - Formátum: stereo LP                                                               | —                             | —                             | —                             | —                             | —                             | —                             |
| Hollies                              | - Megjelent: 1974 - Ország: UK - Kiadó: Polydor (2383 262) - Formátum: stereo LP                                                                     | 38                            | 53                            | 15                            | —                             | —                             | 28                            |
| Another Night                        | - Megjelent: 1975 - Ország: UK - Kiadó: Polydor (2442 128) - Formátum: stereo LP                                                                     | —                             | 71                            | —                             | 21                            | —                             | 123                           |
| Write On                             | - Megjelent: 1976 - Ország: UK - Kiadó: Polydor (2442 141) - Formátum: stereo LP - Amerikai kiadás: Clarke, Hicks, Sylvester, Calvert & Elliot       | —                             | 63                            | —                             | 9                             | —                             | —                             |
| Russian Roulette                     | - Megjelent: 1976 - Ország: UK - Kiadó: Polydor (2383 421) - Formátum: stereo LP                                                                     | —                             | —                             | —                             | —                             | —                             | —                             |
| Hollies. Live Hits                   | - Megjelent: 1977 - Ország: UK - Kiadó: Polydor (2383 428) - Formátum: stereo LP                                                                     | 4                             | —                             | —                             | —                             | —                             | —                             |
| A Crazy Steal                        | - Megjelent: 1978 - Ország: UK - Kiadó: Polydor (2383 474) - Formátum: stereo LP                                                                     | —                             | —                             | —                             | —                             | —                             | —                             |
| Five Three One - Double Seven O Four | - Megjelent: 1979 - Ország: UK - Kiadó: Polydor (2442 160) - Formátum: stereo LP                                                                     | —                             | —                             | —                             | —                             | —                             | —                             |
| Buddy Holly                          | - Megjelent: 1980 - Ország: UK - Kiadó: Polydor - Formátum: stereo LP                                                                                | —                             | —                             | —                             | —                             | —                             | —                             |
| What Goes Around...                  | - Megjelent: 1983 - Ország: UK - Kiadó: WEA (25 0139 1) - Formátum: stereo LP                                                                        | —                             | —                             | —                             | —                             | —                             | 90                            |
| Staying Power                        | - Megjelent: 2006 - Ország: UK - Kiadó: EMI (-) - Formátum: stereo CD                                                                                | —                             | —                             | —                             | —                             | —                             | —                             |
| Then, Now and Always                 | - Megjelent: 2009 - Ország: UK - Kiadó: EMI (50999 9 17502 2 8) - Formátum: stereo CD                                                                | —                             | —                             | —                             | —                             | —                             | —                             |